# La Civil
Pour les articles homonymes, voir Civil et Civil (homonymie).
Pour plus de détails, voir Fiche technique et Distribution.
La Civil est un film dramatique belge écrit et réalisé par Teodora Mihai et sorti en 2021. 
Le film a été sélectionné pour concourir en juin 2021 dans la section Un certain regard du Festival de Cannes et remporte le prix du Courage.

## Synopsis
Cielo est une Mexicaine dont la fille est enlevée par un cartel de la drogue. Les autorités refusent de l'aider à récupérer sa fille, de sorte que son rôle en tant que mère devient celui d'activiste qui fait tout pour atteindre son objectif.

## Fiche technique
- Titre original : La Civil
- Réalisation : Teodora Mihai
- Scénario : Habacuc Antonio De Rosario, Teodora Mihai
- Photographie : Marius Panduru
- Montage : Alain Dessauvage
- Musique : Jean-Stephane Garbe, Hugo Lippens
- Costumes : Bertha Romero
- Direction artistique : Georgina Coca, Francisco Constantino
- Pays de production : Belgique, Roumanie, Mexique
- Langue originale : espagnol
- Format : couleur
- Genre : drame
- Durée : 140 minutes
- Dates de sortie :
  - France : 9 juillet 2021 (Festival de Cannes, section « Un certain regard »)
  - Belgique : 12 octobre 2021 (Festival du film de Gand, film d'ouverture)
- Classification :
  - France : Interdit aux moins de 12 ans lors de sa sortie télévisée.

## Distribution
- Arcelia Ramírez : Cielo
- Álvaro Guerrero : Gustavo
- Jorge A. Jimenez : Lamarque
- Ayelén Muzo : Robles
- Juan Daniel García Treviño : El Puma (comme Daniel Garcia)
- Alessandra Goñi Bucio : Comandante Inez
- Eligio Meléndez : Quique

## Production
Le film  a été tourné au Mexique en novembre et décembre 2020, pendant la pandémie de COVID-19.